# Зелений Брід
Зеле́ний Брід — село Олександрівської селищної громади Краматорського району Донецької області, Україна. У селі мешкає 144 людей.

## Географія
Через село тече річка Зелена, права притока Самари.